# Буссе, Отто (патолог)
Отто Буссе (1867, Гюлиц-Рец — 1922, Цюрих) — немецкий патолог. Профессор (с 1904). Его именем назван сфинктер.
В 1894 первым описал криптококкоз. Эту болезнь вызывает грибок Cryptococcus neoformans (Буссе назвал его иначе — Saccharomyces hominis). Одновременно грибок выделил Франческо Санфеличе. Вызываемое им заболевание назвали «болезнью Бузи-Бушке» в честь дерматолога Абрама Бушке. В 1911—1922 работал профессором патологической анатомии в Цюрихе.